# 干刈あがた
干刈 あがた（ひかり あがた, 1943年（昭和18年）1月25日 - 1992年（平成4年）9月6日）は、日本の小説家。本名：浅井和枝（旧姓柳）。東京・多摩出身。
デビュー作『樹下の家族』（1982年）以降、安保闘争世代の女性の青春、結婚、離婚、子育てなど、社会や家族との関わりについて鋭い同時代性を持って描き、読者の大きな共感を得た。作品に『ウホッホ探険隊』『ゆっくり東京女子マラソン』（1984年）、『黄色い髪』（1987年）などで、約10年ほどの作家生活の後、49歳で死去。
両親の出身地である奄美群島の郷土史研究家でもあった。
講談社児童文学新人賞選考委員を、1988年から1991年まで務めた。

## 経歴
東京府西多摩郡青梅町（現：東京都青梅市）に生まれる。東京都立富士高等学校在学中、高校新聞部連盟の呼びかけで安保闘争のデモや集会に参加する。1962年に早稲田大学第一政経学部新聞学科に入学するが、翌年中退。コピーライターを経て、1967年から70年頃まで、月刊誌『若い女性』に旅行体験記を掲載するなど、不定期的に雑誌のライターとして働き、作詞（冷泉公裕『四回戦ボーイ』）なども手がけた。
1975年に、島尾敏雄の呼びかけで作られた「奄美郷土研究会」の会員になり、島唄の採集を始める。1980年に自作の短編と詩に、採集した沖永良部島の島唄をまとめた『ふりむんコレクション』を自費出版。1982年『樹下の家族』で第1回海燕新人文学賞を受賞して商業誌デビューし、作家活動に入る。同年、15年の結婚生活にピリオドを打つ。
1990年以後入退院を繰返し、1992年に胃癌のため、東京都渋谷区の病院で死去。49歳没。書斎からは、収集していた島唄と奄美群島の民俗関係の資料が多数見つかった。毎年、命日に近い9月の土曜日に東京都青梅市の宗建寺で、かつての関係者やファンによるコスモス忌が催されている。

## 作品
女性の解放、あるいは社会進出とともに、離婚、シングルマザー、家庭の崩壊といったテーマが表層化したことを、文学という形で受け止めた作品群を生み出した。これを情念の世界に密接した女性作家の作品と対比して、磯田光一は『ゆっくり東京女子マラソン』の解説で「昭和の女流文学が拒絶し続けたものから成り立っている」と評した。
初期の代表作である実生活の体験を踏まえ、離婚前後の家庭を見つめた『ウホッホ探険隊』は、主人公の息子が言う「僕たちは探険隊みたいだね。離婚ていう、日本ではまだ未知（注：原文ママ）の領域を探険するために、それぞれの役をしているの」という台詞が象徴するように、時代の変化に伴う新しい生き方を、日常性の中の言葉とリアリティで描き出したところに、新鮮な文学感覚を見出された。
1987年5月から約半年間、朝日新聞に連載された『黄色い髪』は、学校という制度から外れる少女とその母の葛藤を通して生きる危うさを問い、教育にも問題を投げかける話題作になった。

### 受賞歴等
- 1982年「樹下の家族」 海燕新人文学賞
- 1983年「ウホッホ探険隊」 芥川賞候補
- 1984年「ゆっくり東京女子マラソン」「入江の宴」 芥川賞候補
- 1985年『ゆっくり東京女子マラソン』 芸術選奨新人賞[5]
- 1986年『しずかにわたすこがねのゆびわ』 野間文芸新人賞[6]
- 1986年「ホーム・パーティー」 芥川賞候補
- 1988年『黄色い髪』 山本周五郎賞候補[7]
- 1990年『ウォークinチャコールグレイ』 山本周五郎賞候補[要出典]

### 単行本
- 『ふりむんコレクション』自費出版 1980年。
- 『樹下の家族』福武書店、1983年。「樹下の家族/島唄」文庫、「樹下の家族」朝日文庫。
- 『ウホッホ探険隊』福武書店、1984年。のち文庫、朝日文庫、河出文庫、小学館（電子書籍も刊）。
- 『ゆっくり東京女子マラソン』福武書店、1984年。のち文庫、朝日文庫。
- 『ワンルーム』福武書店、1985年。のち文庫。
- 『しずかにわたすこがねのゆびわ』福武書店、1986年。のち文庫。
- 『黄色い髪』朝日新聞社、1987年。のち文庫。
- 『ビッグ・フットの大きな靴』河出書房新社、1987年。
- 『ホーム・パーティー』新潮社、1987年。のち文庫。
- 『十一歳の自転車—物は物にして物にあらず物語』集英社、1988年。のち文庫。
- 『アンモナイトをさがしにゆこう』福武書店、1989年。のち文庫。
- 『窓の下の天の川』新潮社、1989年。
- 『借りたハンカチ—物は物にして物にあらず物語』集英社、1989年。のち文庫。
- 『ウォークinチャコールグレイ』講談社、1990年。のち文庫、電子書籍で再刊。
- 『ラスト・シーン』河出書房新社、1991年。
- 『野菊とバイエル』集英社、1992年。のち文庫。
- 『名残のコスモス』河出書房新社、1992年。
- 『干刈あがたの世界』全6巻、河出書房新社、1998-1999年。

1 樹下の家族
2 ウホッホ探険隊
3 ワンルーム
4 しずかにわたすこがねのゆびわ
5 ホーム・パーティー
6 黄色い髪
エッセイ・ノンフィクション
- 『女コドモの風景』文藝春秋、1987年。
- 『40代はややこ思惟いそが恣意』ユック舎、1988年。
- 立花隆、立松和平、千倉真理共著『1日だけのナイチンゲール—43人の看護婦体験記<ことば篇>』弓立社、1990年。
- 『どこかヘンな三角関係』新潮社、1991年。

#### 訳書
- ジェイン・アン・フィリップス他、斎藤英治共訳『80年代アメリカ女性作家短編集』新潮社、1989年。
- ローリー・ムーア、斎藤英治共訳『セルフ・ヘルプ 新しいアメリカの小説』白水社、1989年。白水Uブックス、1994年。
- 津島佑子共訳『堤中納言物語・うつほ物語　少年少女古典文学館』講談社、1992年。電子書籍で再刊。

### 映像化等作品
映画
- 『ウホッホ探険隊』 根岸吉太郎監督 東宝、1986年[8]。

テレビドラマ
- 『ゆっくり東京女子マラソン』 TBS、1984年（番組名は『風にむかってマイウェイ』）。
- 『黄色い髪』 NHK、1989年。

ラジオドラマ
- 『プラネタリウム』 TBS、1984年。
- 『ウホッホ探険隊』 NHK、1985年。

## 関連書籍
- コスモス会 編『干刈あがたの文学世界』鼎書房、2004年。ISBN 4907846290。
- 小沢美智恵『響け、わたしを呼ぶ声 勇気の人干刈あがた』八千代出版、2010年。ISBN 9784842915296。